# 芦沢央
芦沢 央（あしざわ よう、1984年2月13日 -）は、日本の小説家・推理作家。東京都葛飾区生まれ。神奈川県川崎市在住。千葉大学文学部史学科卒業。
日本推理作家協会会員。

## 経歴
高校時代（2000年ごろ）からデビューまで12年間、雑誌投稿・文学賞への応募を続ける。大学時代は創作仲間と同人誌を出しており、似鳥鶏とは当時から交流があった。
出版社勤務を経て、2012年、「罪の余白」で第3回野性時代フロンティア文学賞を受賞し、小説家デビューする。2022年、『神の悪手』で第34回将棋ペンクラブ大賞文芸部門優秀賞を受賞。2023年、『夜の道標』で第76回日本推理作家協会賞長編および連作短編集部門を受賞。

## 人物
目標とする作家はスティーヴン・キング。感銘を受けた作品は小野不由美の『十二国記』シリーズ。大学の先輩である辻村深月にも影響を受けており、ペンネームの由来は『凍りのくじら』の主人公・芦沢理帆子から。
奨励会（プロ棋士の養成機関）を知ったことをきっかけに将棋に関心を持つ。「いつか将棋をテーマに執筆したい」と考え、教室に通ったり定跡書を読んだり詰将棋を解いたりするようになった。2021年秋、第34期竜王戦の現地を訪れて取材し特別観戦記を執筆した。

## 受賞・候補歴
太字は受賞
- 2012年 - 『罪の余白』で第3回野性時代フロンティア文学賞受賞。
- 2015年 - 『許されようとは思いません』で第68回日本推理作家協会賞（短編部門）候補。
- 2017年 - 『許されようとは思いません』で第38回吉川英治文学新人賞候補[12]。
- 2018年 - 『ただ、運が悪かっただけ』で第71回日本推理作家協会賞（短編部門）候補。『火のないところに煙は』で第7回静岡書店大賞受賞[13]、第32回山本周五郎賞候補[14]。
- 2019年 - 『埋め合わせ』で第72回日本推理作家協会賞（短編部門）候補。『火のないところに煙は』で2019年本屋大賞候補（第9位）[15]。
- 2020年 - 『汚れた手をそこで拭かない』で第164回直木三十五賞候補[16]、第42回吉川英治文学新人賞候補[17]。
- 2022年 - 『神の悪手』で第43回将棋ペンクラブ大賞（文芸部門）優秀賞受賞。
- 2023年 - 『夜の道標』で第76回日本推理作家協会賞（長編および連作短編集部門）受賞。
- 2025年 - 『嘘と隣人』で第173回直木賞候補[18]。

## ミステリ・ランキング
- 週刊文春ミステリーベスト10
  - 2016年 - 『許されようとは思いません』7位
  - 2018年 - 『火のないところに煙は』5位
  - 2020年 - 『汚れた手をそこで拭かない』5位
  - 2022年 - 『夜の道標』12位

- このミステリーがすごい!
  - 2017年 - 『許されようとは思いません』5位
  - 2019年 - 『火のないところに煙は』10位
  - 2022年 - 『神の悪手』30位
  - 2023年 - 『夜の道標』21位

- 本格ミステリ・ベスト10
  - 2021年 - 『汚れた手をそこで拭かない』14位

- ミステリが読みたい!
  - 2017年 - 『許されようとは思いません』7位
  - 2019年 - 『火のないところに煙は』7位
  - 2023年 - 『夜の道標』13位

## 作品リスト

### 単著
- 罪の余白（2012年9月 角川書店 / 2015年4月 角川文庫）
- 悪いものが、来ませんように（2013年8月 角川書店 / 2016年8月 角川文庫）
- 今だけのあの子（2014年7月 東京創元社 ミステリ・フロンティア / 2017年4月 創元推理文庫）
  - 届かない招待状（東京創元社『ミステリーズ！ Vol.57』2013年2月号）
  - 帰らない理由（東京創元社『ミステリーズ！ Vol.62』2013年12月号）
  - 答えない子ども（東京創元社『ミステリーズ！ Vol.64』2014年4月号）
  - 願わない少女（東京創元社『Webミステリーズ！』2014年5月号）[19]
  - 正しくない言葉（書き下ろし）
- いつかの人質（2015年12月 KADOKAWA / 2018年2月 角川文庫）
- 許されようとは思いません（2016年6月 新潮社 / 2019年6月 新潮文庫）
  - 許されようとは思いません（新潮社『小説新潮』2014年11月号）
  - 目撃者はいなかった（新潮社『小説新潮』2016年2月号）
  - ありがとう、ばあば（新潮社『小説新潮』2016年4月号）
  - 姉のように（新潮社『小説新潮』2015年9月号）
  - 絵の中の男（新潮社『小説新潮』2015年6月号）
- 雨利終活写真館（2016年11月 小学館）
- 貘の耳たぶ（2017年4月 幻冬舎 / 2020年2月 幻冬舎文庫）
- バック・ステージ（2017年8月 KADOKAWA / 2019年9月 角川文庫）
  - 序幕（書き下ろし）
  - 息子の親友（角川書店『小説 野性時代 Vol.116』2013年7月号）
  - 始まるまで、あと五分（角川書店『小説 野性時代 Vol.119』2013年10月号）
  - 舞台裏の覚悟（KADOKAWA『小説 野性時代 Vol.143』2015年10月号）
  - 千賀稚子にはかなわない（KADOKAWA『小説 野性時代 Vol.156』2016年11月号）
  - 終幕（書き下ろし）
- 火のないところに煙は（2018年6月 新潮社 / 2021年6月 新潮文庫）
  - 染み（新潮社『小説新潮』2016年8月号）
  - お祓いを頼む女（新潮社『小説新潮』2017年2月号）
  - 妄言（「火のないところに煙は」改題）（新潮社『小説新潮』2017年8月号）
  - 助けてって言ったのに（新潮社『小説新潮』2018年1月号）
  - 誰かの怪異（新潮社『小説新潮』2018年2月号）
  - 禁忌（書き下ろし）
- カインは言わなかった（2019年8月 文藝春秋 / 2022年8月 文春文庫）
- 僕の神さま（2020年8月 KADOKAWA / 2024年2月 角川文庫）
  - 春の作り方（中央公論新社『小説BOC』4号）
  - 夏の「自由」研究（KADOKAWA『カドブンノベル』2020年8月号）
  - 作戦会議は秋の秘密（KADOKAWA『カドブンノベル』2020年8月号）
  - 冬に真実は伝えない（KADOKAWA『怪と幽 vol.004』2020年5月）
  - 春休みの答え合わせ（書き下ろし）
- 汚れた手をそこで拭かない（2020年9月 文藝春秋 / 2023年11月 文春文庫）
  - ただ、運が悪かっただけ（文藝春秋『オール讀物』2017年11月号）
  - 埋め合わせ（文藝春秋『オール讀物』2018年7月号）
  - 忘却（書き下ろし）
  - お蔵入り（文藝春秋『オール讀物』2020年7月号）
  - ミモザ（文藝春秋『オール讀物』2020年8月号）
- 神の悪手（2021年5月 新潮社 / 2024年5月 新潮文庫）
  - 弱い者（新潮社『小説新潮』2020年5月号）
  - 神の悪手（新潮社『週刊新潮』2020年2月6日号 - 2月20日号）
  - ミイラ（新潮社『小説新潮』2020年9月号）
  - 盤上の糸（新潮社『小説新潮』2021年1月号）
  - 恩返し（新潮社『小説新潮』2021年3月号）
- 夜の道標（2022年8月 中央公論新社）
- 魂婚心中（2024年6月 早川書房）
- 嘘と隣人（2025年4月 文藝春秋）

### アンソロジー
「」内が芦沢央の作品
- ザ・ベストミステリーズ 2015 推理小説年鑑（2015年5月 講談社）「許されようとは思いません」
  - 【分冊・改題】Propose 告白は突然に ミステリー傑作選（2018年5月 講談社文庫）
- ベスト本格ミステリ2015（2015年6月 講談社ノベルス）「許されようとは思いません」
  - 【再編集・改題】ベスト本格ミステリ TOP5 短編傑作選001（2018年12月 講談社文庫）
- 小説なかよしホラー 絶叫ライブラリー 友だち地獄（2015年7月 講談社KK文庫）「地獄エレベーター」 - 瑞樹しずかの漫画のノベライズ、黒戸まち名義[20][21][22]
- ザ・ベストミステリーズ 2016 推理小説年鑑（2016年5月 講談社）「絵の中の男」
- 悪意の迷路（2016年11月 光文社 / 2019年5月 光文社文庫）「願わない少女」
- 共犯関係（2017年10月 ハルキ文庫）「代償」
- 猫ミス！（2017年10月 中公文庫）「春の作り方」
- 短篇ベストコレクション 現代の小説2017（2017年6月 徳間文庫）「水谷くんに解けない謎」
- 怪を編む ショートショート・アンソロジー（2018年4月 光文社文庫）「母校」
- ザ・ベストミステリーズ 2018 推理小説年鑑（2018年5月 講談社）「ただ、運が悪かっただけ」
  - 【再編集・改題】ベスト8ミステリーズ 2017（2021年4月 講談社文庫）
- だから見るなといったのに 九つの奇妙な物語（2018年8月 新潮文庫nex）「妄言」
- 鍵のかかった部屋 5つの密室（2018年9月 新潮文庫nex）「薄着の女」
- ザ・ベストミステリーズ 2019 推理小説年鑑（2019年6月 講談社）「埋め合わせ」
  - 【改題】2019 ザ・ベストミステリーズ（2022年4月 講談社文庫）
- 喧騒の夜想曲（2019年12月 光文社）「春の作り方」
  - 【分冊・改題】喧騒の夜想曲 白眉編 Vol.1（2022年5月 光文社文庫）
- 非日常の謎 ミステリアンソロジー（2021年3月 講談社タイガ）「この世界には間違いが七つある」
- Day to Day（2021年3月 講談社 / 2021年3月 講談社【愛蔵版】）「5月17日 共同作業」
- 神様の罠（2021年6月 文春文庫）「投了図」
- ザ・ベストミステリーズ 2021 推理小説年鑑（2021年6月 講談社）「九月某日の誓い」
- 現代の小説2021 短篇ベストコレクション（2021年11月 小学館文庫）「ミイラ」
- Jミステリー2022 SPRING（2022年4月 光文社文庫）「立体パズル」
- 本格王2022（2022年6月 講談社文庫）「アイランドキッチン」
- NOVA 2023年夏号（2023年4月 河出文庫）「ゲーマーのGlitch」
- 斬新 THE どんでん返し（2023年4月 双葉文庫）「踏み台」
- もの語る一手（2025年4月 講談社）「おまえレベルの話はしてない（大島）」

### 単著未収録作品
読切短編
- わたしの完璧な夫（KADOKAWA『小説 野性時代 Vol.131』2014年10月号）
- 水谷くんに解けない謎（双葉社『小説推理』2016年11月号）
- 千日手（幻冬舎『小説幻冬』2017年5月号）
- 薄着の女（新潮社『小説新潮』2017年7月号）
- 代償（『共犯関係』2017年10月 ハルキ文庫）
- 母校（『怪を編む ショートショート・アンソロジー』2018年4月 光文社文庫）
- ヒーロー（幻冬舎『小説幻冬』2018年7月号）
- 九月某日の誓い（集英社『小説すばる』2020年5月号）
- この世界には間違いが七つある（講談社『小説現代』2021年2月号）
- 踏み台（双葉社『小説推理』2023年2月号）
- ゲーマーのGlitch（『NOVA 2023年夏号』2023年4月 河出文庫）
- 祭り（文藝春秋『オール讀物』2024年7・8月号）
- おまえレベルの話はしてない（大島）（講談社『小説現代』2024年11月号）
- ひび割れ（講談社『メフィスト』2025 SPRING VOL.15）

## 映像化作品

### 映画
- 罪の余白（2015年10月3日公開、配給：ファントム・フィルム、監督：大塚祐吉、主演：内野聖陽）

### テレビドラマ
- 夜の道標 -ある容疑者を巡る記録-（2025年9月〈予定〉、WOWOW、脚本：倉光泰子・森淳一、監督：森淳一、主演：吉岡秀隆）

## メディア出演
- 宮崎美子のすずらん本屋堂（2015年10月2日放送、BS11）
- 王様のブランチ（2016年12月7日放送、TBSテレビ）
- 王様のブランチ（2018年6月30日放送、TBSテレビ）
- 王様のブランチ（2025年5月3日放送、TBSテレビ）